# Keith Edward Bullen
Keith Edward Bullen FRS (Auckland, 29 de junho de 1906 — 23 de setembro de 1976) foi um matemático e geofísico neozelandês.

## Prémios e honrarias
- Medalha Thomas Ranken Lyle (1949)[2]
- Medalha William Bowie (1961)[3]
- Medalha Arthur L. Day (1963)[4]
- Medalha de Ouro da Royal Astronomical Society (1974)[5]